# Белки (Ильинецкий район)
Бе́лки (укр. Білки) — село на Украине, находится в Дашевской поселковой общине Гайсинского района Винницкой области.
Код КОАТУУ — 0521280803. Население по переписи 2001 года составляет 728 человек. До недавнего времени здесь проживало более 500 человек. Почтовый индекс — 22744. Телефонный код — 8-04345. Занимает площадь 2,83 км².

## Адрес местного совета
С. Белки, ул. Советская, 2.